# Dvora
Die Dvora war ein israelisches Frachtschiff. Besondere Bedeutung erlangte sie als Waffen- und Einwandererschiff der Hagana. In ihrer wechselvollen Geschichte war die Dvora auch unter den Namen Dicto, American Cardinal, Mallard, Kefalos und Dromit registriert. Bei einem Waffentransport von Mexiko nach Israel fuhr das Schiff unter dem Tarnnamen Pinzon.

## Geschichte
Das Schiff wurde 1917 von Union Iron Works Co. in Alameda, Kalifornien, gebaut. Die Dampfmaschine mit ölbefeuertem Kessel wurde von Mc.Kie & Baxter Ltd. aus Glasgow geliefert. Unter dem Namen Dicto wurde das Schiff von der norwegischen Reederei B. Stolt-Nielsen aus Haugesund in Dienst gestellt. Schiffe mit dem Namen Dicto hatten bei Stolt-Nielsen Tradition: Zu Beginn des Ersten Weltkriegs verlor die Reederei ihr Dampfschiff Dicto. Im Juni 1915 wurde als Ersatz die Fjordheim gekauft und in Dicto umbenannt. Am 5. April 1917 wurde dieses Schiff vor Ouessant von einem deutschen U-Boot versenkt, und später durch die in diesem Artikel beschriebene Dicto ersetzt.
1928 wurde die Dicto an E.B. Aaby nach Oslo verkauft, und 1933 an die American Foreign Steam Ship Corporation mit Sitz in New York, wo sie unter den Namen American Cardinal und Mallard fuhr. Nach dem Zweiten Weltkrieg fuhr das nun als Kefalos registrierte Schiff unter panamaischer Flagge.

## Waffenschiff
Die Hagana kaufte die Kefalos im Mai 1948 für 190.000 US-$ als ihr siebtes und letztes Waffenschiff. Die sechs vorangegangenen Schiffe Nora, Scio, Arsia, Borea, Rex und Maestralle wurden von der europäischen Beschaffungseinheit der Hagana in Europa gekauft. Dagegen wurde die Kefalos von der amerikanischen Delegation in New York gekauft. Die Übergabe an die panamaische Scheinfirma Manuel Enterprises erfolgte am 1. Juni. Am 14. Juni verließ die Kefalos New York mit Ziel Tampico unter der Führung von Kapitän Adolph S. Oko Junior mit einer Mannschaft, die vorwiegend aus Exilspanier und Basken gebildet wurde. Nur fünf Crewmitglieder waren Haganah-Angehörige.
In einer Dromi genannten Operation wurden in Mexiko Waffen (darunter 36 französische Haubitzen Kaliber 75 mm, 17.000 Artilleriegranaten, 2.000 Bomben, 500 Maschinengewehre und Maschinenpistolen sowie 7 Millionen Schuss Munition) und Flugbenzin für Israels Unabhängigkeitskrieg geladen. Wegen des gegen die Kriegsparteien verhängten Waffenembargos, das von UN-Beobachtern in Tel Aviv überwacht wurde, wurde auf Anweisung von Teddy Kollek die Ladung mit 1.400 Tonnen südamerikanischen Zuckers getarnt. In Anlehnung an den Operationsnamen erhielt die Kefalos den Funk-Codenamen Dromit. In Tampico erfolgte ein ungeplanter Zwangsaufenthalt von 42 Tagen. Am 3. August lief die Dromit mit dem offiziell angegebenen Ziel Shanghai aus, für die Nonstop-Direktfahrt nach Tel Aviv wurde zusätzlicher Treibstoff in Fässern und teilweise in Trinkwassertanks gebunkert. Während der ersten Tage auf See wurde der Schiffsname überstrichen und in Pinzon geändert, sowie die Aufbauten geändert oder getarnt.
Drei Tage vor Ankunft in Tel Aviv waren die Wasservorräte erschöpft, obwohl während der Fahrt etwa 10 Tonnen Regenwasser aufgefangen wurden. Das Schiff erreichte Israel mit den letzten Treibstoffreserven am 8. September, während der zweiten Waffenstillstandsphase. Durch mangelhaften Funkkontakt bestand keine Kommunikation zwischen der Hagana und dem Schiff, sobald es sich im Mittelmeer befand. Schaul Avigurs Entscheidung, die Dromit nach Jugoslawien umzuleiten und die Ladung auf drei kleinere, unauffälligere Schiffe zu verteilen, hatte das Schiff nicht erreicht. Die befürchtete Entdeckung der versteckten Ladung durch UN-Beobachter blieb aus, die UN-Inspekteure gaben die Ladung nach einer kurzen Inspektion frei. Die Waffen wurden umgehend entladen und an die Kriegsschauplätze im Negev, sowie an Militäroperationen in Galiläa verteilt. Erst am 12. September, nachdem das Schiff komplett entladen war, wurde es von zwei UN-Inspekteuren gründlich durchsucht.

## Einwandererschiff
Am 13. September 1948 lief das Schiff, wieder unter originalem Namen Kefalos und weiterhin unter panamaischer Flagge, nach Italien aus. Für weitere Waffentransporte war die Kefalos mit ihren 5.000 t Ladekapazität zu groß, die meisten Waffeneinkäufe beliefen sich auf 500 bis 1.000 t pro Handel, und es gab keine Möglichkeit die Waffen zu sammeln. Daher wurde die Kefalos für zivile Transportaufgaben vorgesehen, konnte aber zunächst nicht genutzt werden, so dass sogar der Verkauf erwogen wurde. Schließlich charterte der Mossad leʿAlija Beit die Kefalos für die Verwendung als Einwandererschiff. Ab dem 1. Oktober erfolgte der Umbau in Neapel für die Aufnahme von Passagieren. Gut einen Monat später, am 8. November, wurden 4.000 aus Bulgarien stammende Juden in Split an Bord genommen und nach Haifa gebracht. Bereits am 28. November startete die Kefalos zu einer weiteren Einwandererfahrt. Entgegen einer klaren Anweisung von David Ben Gurion, die den gleichzeitigen Transport von Einwanderern und Waffen untersagte, wurde die Kefalos nach Bari dirigiert, um neben Passagieren auch Panzer zu laden. Kapitän Oko ignorierte diese Anweisung und ließ die Kefalos nach Split weiterfahren, wo 3.737 Einwanderer aufgenommen und nach Haifa gefahren wurden. Nach dieser seiner insgesamt dritten Fahrt mit der Kefalos verließ Kapitän Oko das Schiff.

## Zivile Nutzung
Nach der zweiten Einwandererfahrt wurde die Kefalos wieder zum Frachtschiff umgerüstet, und im Januar 1949 offiziell in Dromit umbenannt. Sie fuhr für die israelische Gesellschaft Zim Co. weiterhin unter panamaischer Flagge, bis sie am 26. Januar 1950 mit der offiziellen Registrierung als israelisches Schiff mit Heimathafen Haifa das erste Frachtschiff Israels wurde. 1955 wurde das Schiff an Commerce&Shipping Co. verkauft und in Dvora (hebr. für Debora, dt. Biene) umbenannt. Als sie im August 1959 von Zim Co. zurückgekauft wurde, behielt sie den Namen bei.
Am 6. März 1962 wurde die Dvora aus dem Schiffsregister gestrichen, und 1963 zur Verschrottung verkauft.